# Hunger Hill
Hunger Hill – osada w Anglii, w hrabstwie Wielki Manchester, w dystrykcie Bolton. Leży 4,5 km od miasta Bolton, 18,1 km od miasta Manchester i 279,5 km od Londynu. W 2015 miejscowość liczyła 1329 mieszkańców.